# Liste der Hochhäuser in Nevada
In der Liste der Hochhäuser in Nevada werden die höchsten Hochhäuser im US-Bundesstaat Nevada ab einer strukturellen Höhe von 100 Metern aufgezählt. Das bedeutet die Höhe bis zum höchsten Punkt des Gebäudes ohne Antenne. Aufgezählt werden nur fertiggestellte und im Bau befindliche Hochhäuser.

## Auflistung der Hochhäuser nach Höhe
| Nr. | Name                                             | Stadt     | Höhe    | Etagen  | Baujahr      | Status |
| --- | ------------------------------------------------ | --------- | ------- | ------- | ------------ | ------ |
| 1.  | Fontainebleau Resort Hotel                       | Las Vegas | 224 m   | 63      | geplant 2011 | im Bau |
| 2.  | Echelon Resort                                   | Las Vegas | 198,1 m | 57      | geplant 2010 | im Bau |
| 3.  | The Palazzo                                      | Las Vegas | 195,7 m | 53      | 2007         | Erbaut |
| 4.  | The St. Regis Residences at the Venetian Palazzo | Las Vegas | 192,6 m | 43      | geplant 2009 | im Bau |
| 5.  | Encore                                           | Las Vegas | 192,3 m | 48      | 2008         | Erbaut |
| 6.  | Trump International Hotel and Tower – Tower One  | Las Vegas | 189,6 m | 64      | 2008         | Erbaut |
| 7.  | Wynn Las Vegas                                   | Las Vegas | 187,2 m | 45      | 2005         | Erbaut |
| 8.  | The Cosmopolitan 1&2                             | Las Vegas | 184 m   | 53 & 51 | 2010         | Erbaut |
| 9.  | Aria Resort & Casino                             | Las Vegas | 182,9 m | 60      | 2009         | Erbaut |
| =   | Planet Hollywood Resort and Casino               | Las Vegas | 182,9 m | 50      | 2009         | Erbaut |
| 11. | Vdara                                            | Las Vegas | 168,9 m | 57      | 2009         | Erbaut |
| 12. | Mandarin Oriental Hotel Las Vegas                | Las Vegas | 164,3 m | 56      | 2009         | Erbaut |
| 13. | New York-New York Hotel & Casino                 | Las Vegas | 161,2 m | 49      | 1997         | Erbaut |
| 14. | Palms Casino Resort                              | Las Vegas | 157,8 m | 47      | 2008         | Erbaut |
| 15. | Panorama Tower                                   | Las Vegas | 156,4 m | 45      | 2009         | Erbaut |
| 16. | Bellagio Resort & Casino                         | Las Vegas | 154,8 m | 36      | 1998         | Erbaut |
| 17. | Sky Las Vegas                                    | Las Vegas | 152,4 m | 45      | 2007         | Erbaut |
| 18. | THE Hotel                                        | Las Vegas | 147,9 m | 43      | 2004         | Erbaut |
| 19. | Mandalay Bay Resort and Casino                   | Las Vegas | 146,3 m | 43      | 1999         | Erbaut |
| 20. | Turnberry Place 1                                | Las Vegas | 145,2 m | 38      | 2001         | Erbaut |
| =   | Turnberry Place 2                                | Las Vegas | 145,2 m | 38      | 2002         | Erbaut |
| =   | Turnberry Place 3                                | Las Vegas | 145,2 m | 38      | 2004         | Erbaut |
| =   | Turnberry Place 4                                | Las Vegas | 145,2 m | 38      | 2006         | Erbaut |
| 24. | The Signature at MGM Grand I-II                  | Las Vegas | 144,8 m | 38      | 2006         | Erbaut |
| =   | The Signature at MGM Grand III                   | Las Vegas | 144,8 m | 38      | 2007         | Erbaut |
| =   | The Venetian                                     | Las Vegas | 144,8 m | 40      | 1999         | Erbaut |
| 27. | Allure Las Vegas Tower 1                         | Las Vegas | 142 m   | 41      | 2007         | Erbaut |
| 28. | Turnberry Towers – East Tower                    | Las Vegas | 138,1 m | 45      | 2007         | Erbaut |
| =   | Turnberry Towers – West Tower                    | Las Vegas | 138,1 m | 45      | 2008         | Erbaut |
| 30. | Caesars Palace                                   | Las Vegas | 132,6 m | 29      | 1998         | Erbaut |
| 31. | Veer Towers                                      | Las Vegas | 132 m   | 37      | 2010         | Erbaut |
| 32. | Masquerade Tower                                 | Las Vegas | 128,9 m | 42      | 1997         | Erbaut |
| 33. | Silver Legacy Resort & Casino                    | Reno      | 125 m   | 38      | 1995         | Erbaut |
| 34. | Hilton Grand Vacations Club Tower 2              | Las Vegas | 123,5 m | 38      | 2006         | Erbaut |
| 35. | The D Las Vegas                                  | Las Vegas | 121,9 m | 34      | 1979         | Erbaut |
| 36. | Las Vegas Hilton                                 | Las Vegas | 114,3 m | 30      | 1969         | Erbaut |
| 37. | Marriott’s Grand Chateau                         | Las Vegas | 112,8 m | 37      | 2011         | Erbaut |
| 38. | Treasure Island Las Vegas                        | Las Vegas | 112,2 m | 36      | 1993         | Erbaut |
| 39. | Paris Las Vegas                                  | Las Vegas | 112,1 m | 34      | 1999         | Erbaut |
| 40. | South Point Hotel, Casino, and Spa               | Las Vegas | 111,3 m | 25      | 2005         | Erbaut |
| 41. | Monte Carlo Resort                               | Las Vegas | 109,7 m | 32      | 1996         | Erbaut |
| 42. | Silver Legacy Resort & Casino                    | Reno      | 107,6 m | 27      | 1978         | Erbaut |
| 43. | Luxor Pyramid                                    | Las Vegas | 106,7 m | 30      | 1993         | Erbaut |
| 44. | Harrah’s Las Vegas – Carnaval Tower              | Las Vegas | 106 m   | 35      | 1989         | Erbaut |
| 45. | John Ascuaga’s Nugget – East Tower               | Sparks    | 105,6 m | 29      | 1984         | Erbaut |
| =   | John Ascuaga’s Nugget – West Tower               | Sparks    | 105,6 m | 29      | 1996         | Erbaut |
| 47. | The Mirage                                       | Las Vegas | 102,1 m | 31      | 1989         | Erbaut |
| 48. | Newport Lofts                                    | Las Vegas | 101,8 m | 23      | 2007         | Erbaut |